# Uruburetama (gemeente)
Uruburetama is een gemeente in de Braziliaanse deelstaat Ceará. De gemeente telt 20.627 inwoners (schatting 2009).